# Wilkinson Sword
Pour les articles homonymes, voir Wilkinson.
Wilkinson Sword est une marque britannique de renommée mondiale, initialement spécialisée dans la fabrication d'armes, et qui s'est depuis diversifiée pour devenir un acteur majeur dans le domaine des rasoirs et des produits d'hygiène. Fondée en 1772 par Henry Nock, l'entreprise appartient aujourd'hui au groupe américain Edgewell Personal Care. Bien que principalement connue pour ses rasoirs, Wilkinson Sword continue de proposer une gamme de matériel de jardinage sous licence.
Historiquement, Wilkinson Sword a produit une large gamme de produits, allant des armes à feu aux épées, en passant par des articles plus diversifiés tels que des machines à écrire, des cisailles de jardin, des ciseaux et même des motocyclettes. La production s'est progressivement concentrée sur les rasoirs et les produits de soins personnels, tout en maintenant une activité dans le secteur du matériel de jardinage.  La fabrication des produits Wilkinson Sword s'est déroulée sur différents sites britanniques au fil des ans, notamment à Londres, Cramlington et Bridgend.  Cependant, en 2000, la société a pris la décision de fermer son usine de rasoirs au Royaume-Uni, optant pour une consolidation de sa production en Allemagne. Cette réorganisation s'est poursuivie en 2014 avec le transfert d'une part importante de la production vers la République tchèque.

## Historique

### Origines et diversification initiale (XVIIIe et XIXe siècles)
L'histoire de Wilkinson Sword commence en 1772 avec Henry Nock, qui fonde l'entreprise en tant que fabricant d'armes à feu.  Au début, la marque se spécialise dans ce domaine.  Après la mort de Henry Nock en 1804, son gendre, James Wilkinson, reprend la direction de l'entreprise.  À partir de 1824, Henry Wilkinson, le fils de James, initie la fabrication de lames, marquant une première diversification des activités de l'entreprise.

### Diversification au XXe siècle
Le XXe siècle marque une période de diversification significative pour Wilkinson Sword. Dès l'aube de ce siècle, la firme élargit considérablement sa gamme de produits, incluant notamment :
- Les Rasoirs de sûreté, avec le modèle Pall Mall lancé en 1898.
- Les Machines à écrire.
- Les Bicyclettes.
- Les Motocyclettes.
- Les Automobiles.
- Les équipements de sport et de chasse.

Cette diversification témoigne de la volonté de Wilkinson Sword de s'adapter aux évolutions du marché et de toucher un public plus large que celui des seuls amateurs d'armes.  La production de motocyclettes, bien que relativement éphémère (1903-1916), illustre cette tentative de diversification dans le secteur des véhicules.  En 1909, des motos Wilkinson sont présentées au Stanley Clyde Motorcycle Show, soulignant l'engagement de la marque dans ce nouveau domaine.

### Fermeture de l'usine d'épées
Pendant une grande partie du XXe siècle, Wilkinson Sword a maintenu une production d'épées, notamment pour des usages cérémoniels. L'usine d'épées, située à Acton, a finalement fermé ses portes en septembre 2005, marquant la fin de cette activité historique pour l'entreprise.  Après la fermeture, une partie des équipements et des dessins de conception des épées a été rachetée par Robert Pooley, qui a fondé Pooley Sword, perpétuant ainsi une partie de l'héritage de Wilkinson Sword dans la fabrication d'épées. Une autre partie de l'outillage a été acquise par le fabricant allemand WKC Solingen.

### Déplacements de production
Au fil des années, Wilkinson Sword a progressivement déplacé ses sites de production. En 2000, la société a fermé son usine de rasoirs au Royaume-Uni, consolidant sa production en Allemagne.  En 2014, une part importante de la production a été transférée en République tchèque, optimisant ainsi les coûts et la logistique de fabrication.

### Évolutions récentes
En 1962, Wilkinson Sword a introduit les premières lames de rasoir en acier inoxydable, une innovation majeure qui a révolutionné le marché du rasage en offrant une durabilité et une qualité supérieures par rapport aux lames en acier au carbone. En 2003, le groupe américain Energizer rachète Wilkinson Sword à Pfizer, marquant une nouvelle étape dans l'histoire de la marque.  Plus récemment, en 2015, Wilkinson Sword se sépare d'Energizer pour intégrer Edgewell Personal Care.  Cette intégration au sein d'Edgewell Personal Care représente le dernier changement majeur dans la structure de propriété de Wilkinson Sword, qui continue de se concentrer sur le marché des rasoirs et des produits d'hygiène sous l'égide de ce nouveau groupe.

## Produits
Wilkinson Sword est principalement connu pour ses rasoirs et ses lames de rasoir. La gamme de produits actuelle comprend plusieurs lignes de rasoirs pour hommes et femmes, telles que Hydro, Quattro, Protector et Xtreme3.  L'entreprise propose également des lames de rasoir de remplacement et des rasoirs jetables.  En complément de son activité principale dans le rasage, Wilkinson Sword continue de proposer une gamme de matériel de jardinage, fabriquée et distribuée sous licence par E.P. Barrus.

## Présence internationale
La marque Wilkinson Sword est commercialisée à l'échelle internationale, principalement en Europe.  En Amérique du Nord et dans d'autres régions, les produits similaires sont vendus sous la marque Schick, également propriété d'Edgewell Personal Care.  En Inde, la marque Wilkinson Sword est détenue par Gillette.